# Zayed bin Sultan Al Nahyan
Zayed bin Sultan Al Nahyan, ofte blot kaldet Sheikh Zayed, (3. november 1918 – 2. november 2004) var emir af Abu Dhabi fra 1966 til 2004 og den første præsident i De Forenede Arabiske Emirater fra 1971 til 2004.
Han blev emir, da hans storebror Shakhbut bin Sultan Al Nahyan blev afsat ved et statskup i 1966. Han regnes som De Forenede Arabiske Emiraters landsfader. Han blev efterfulgt af sin søn Khalifa bin Zayed Al Nahyan.